# Фрідріх II Австрійський
Фрідріх II (нім. Friedrich II; 15 червня 1211 — 15 червня 1246) — герцог Австрійський та Штирійський (1230—1246). Останній представник Бабенберзького дому по чоловічій лінії. Син австрійського герцога Леопольда VI. Дядько останньої авестійської герцогині Гертруди. Під час правління Фрідріха II Австрія перетворилась на фактично незалежне від імперії територіальне герцогство, одне з наймогутніших у Німеччині. По матері — родич короля Русі Данила. Загинув у битві на Лейті. Його смерть спричинила Війну за австрійську спадщину (1246—1278), внаслідок якої володіння Бабенбергів перейшли до Габсбурзького дому. Прізвисько — Войовни́чий (der Streitbare).

## Імена
- Фрі́дріх II (нім. Friedrich II) — у західній історіографії з номером правителя і назвою князівства.
- Фрі́дріх II Австрі́йський (нім. Friedrich II von Österreich) — за назвою країни.
- Фрі́дріх II Бабенбе́рзький (нім. Friedrich II von Babenberg) — за назвою країни.
- Фрі́дріх Войовни́чий (нім. Friedrich der Streitbare) — за прізвиськом.

## Біографія
Фрідріх II був молодшим сином Леопольда VI, герцога Австрії та Штирії, й Феодори Ангел, дочки (чи племінниці) візантійського імператора Ісаака II. Після смерті батька у 1230 році Фрідріх II, як єдиний син, що лишився живим, успадкував Австрійське та Штирійське герцогства.
Правління Фрідріха II пройшло у постійних війнах та повстаннях. 1230 року в Австрії спалахнуло повстання міністеріалів на чолі з родом Куенригерів проти авторитарної влади герцога, а до країни вторглись чеські війська. Чехи спалили Кремс й спустошили північно-австрійські землі. Лише з великими зусиллями Фрідріху II вдалось придушити повстання, а у 1233 році герцог здійснив вторгнення до Чехії у відповідь. Наступного року на Австрію напала Угорщина: армія Ендре II дійшла до Відня, але потім була змушена відступити.

### Конфілкт з імператором
Фрідріх II — перший австрійський монарх, який практично не брав участі у справах Священної Римської імперії, проваджуючи цілком незалежну політику в інтересах самої Австрії. Він не підпорядковувався вимогам імператора й відмовлявся брати участь у засіданнях органів влади імперії. Це викликало конфлікт з імператором Фрідріхом II. На боці імператора виступив угорський король Бела IV, а на боці герцога — руській князі Данило і Василько Романовичі.
У 1236 році імператор оголосив опалу австрійському герцогу й конфіскував його володіння. До Австрії вторглась імперська армія, яка 1237 року зайняла Відень. Герцогу вдалось захопити церковні скарби та сховатись у Вінер-Нойштадті.
Тим часом імператор оголосив Відень імперським вільним містом та надав її городянам широкі права самоврядування й торгові привілеї, чим забезпечив собі підтримку віденських купців. Однак основні інтереси імператора лежали в Італії, тому невдовзі основна частина імперських військ залишила Австрію.
Цим скористався герцог Фрідріх II, що вступив до союзу зі Святим Престолом, Баварією, Богемією та Угорщиною. До 1239 року йому вдалось відвоювати свої володіння й укласти мир з імператором, що мав істотні проблеми в Італії.

### Союз із імператором
Після відновлення влади Фрідріха II, в Австрії спостерігалось деяке посилення держави. Герцог відмовився повернути Угорщині Мошон і Шопрон, отримані за допомогу у відбитті Західного походу монголів у 1241 році, а також розірвав перемовини з Чехією про династичний союз. Проти чесько-угорського блоку склався союз Австрії з імперією: у 1245 році відбулись перемовини герцога та імператора у Вероні, на яких імператор пообіцяв Фрідріху Крайну і королівський титул, а взамін мав одружитись із сімнадцятирічною племінницею герцога Гертрудою. Однак дівчина відмовилась виходити заміж за п'ятдесятирічного імператора й перемовини зірвались. Тим не менше, у 1245 році Фрідріх II вторгся до Крайни та, зі згоди її номінального правителя патріарха Аквілеї, підкорив маркграфство своїй владі.
Укріплення влади герцога викликало дії у відповідь з боку його сусідів: у 1246 році до Австрії вступили чеські й угорські війська. У битві на річці Лейта 15 червня 1246 року австрійці здобули перемогу, але сам герцог Фрідріх загинув (Леонтій Войтович не погоджується з гіпотезою петербурзького історика, за якою Фрідріха ІІ Бабенберґа, родича Данила Романовича по матері, вбив під час битви власне король Данило).
Зі смертю Фрідріха II згасла династія Бабенбергів, що правила в Австрії з 976 року. З Бабенбергів в живих лишилось тільки двоє жінок: Маргарита, сестра Фрідріха і вдова короля Генріха VII Гогенштауфена, і Гертруда, дочка Генріха Бабенберга, старшого брата Фрідріха II. Гертруда 1246 року вийшла заміж за Владислава Моравського, сина чеського короля Вацлава I. Відповідно до «Privilegium Minus» 1156 року у випадку відсутності спадкоємців чоловічої статі престол Австрії мав передаватись жіночою лінією. Владислав Моравський негайно висунув свої претензії, однак скористатись своїм правом не встиг, несподівано він помер у січні 1247 року. Тим часом імператор, порушуючи «Privilegium Minus», оголосив Австрію вимороченим леном та ввів до герцогства свої війська. Під тиском папи римського Гертруда вийшла заміж за Германа VI, маркграфа Бадену, якого було визнано герцогом Австрії та Штирії.

## Родина
1 Дружина (розлучений 1229) — Софія Ласкаріс, візантійська принцеса (можливо, дочка Феодора I, імператора Нікейської імперії)
Діти: не було
2 Дружина (в 1229—1240 рр) — Агнеса Меранська, дочка Оттона I, герцога Меранського та пфальцграфа Бургундського
Діти: не було

### Монографії
- Войтович Л. Княжа доба: портрети еліти . — Біла Церква, 2006.
- Грушевський, М. Історія України-Руси. Київ, 1993, Т. 3.

### Статті
- Войтович Л. Спірні питання Галицько-Волинської історії: відкриття дискусії [Архівовано 24 листопада 2016 у Wayback Machine.] // Княжа доба: історія і культура. 2014, Вип. 8.